# Ludwika Tyzenhauz
Ludwika z Tyzenhauzów Pacowa Grabowska (zm. 1791) – polska szlachcianka, córka starosty posolskiego Michała Tyzenhauza i Barbary Zyberg. 

## Życiorys
W listopadzie 1775 w Utrechcie została żoną kapitana wojsk Wielkiego Księstwa Litewskiego Michała Paca. W 1778 małżonkowie wyjechali razem do Strasburga, gdzie 19 maja 1778 Ludwika urodziła swojego pierworodnego syna Ludwika Michała, późniejszego generała dywizji armii Księstwa Warszawskiego. W 1781 mąż Ludwiki ubezpieczył na swoich dobrach sumę wysokości 300 tysięcy złotych polskich, którą zapisał małżonce wkrótce po ślubie. W 1782 Ludwika urodziła córkę Zofię Aleksandrę, która w 1801 poślubiła starościca szczyrzyckiego Feliksa Potockiego, a po jego śmierci generała brygady Królestwa Polskiego Franciszka Ksawerego Niesiołowskiego. Najmłodszą córką Ludwiki i Michała Paca była Konstancja, która umarła w dzieciństwie 1 lutego 1786. Około 1785 Ludwika rozwiodła się ze swoim pierwszym mężem.
Drugim mężem Ludwiki z Tyzenhauzów został generał wojsk polskich i generał-komendant wojsk litewskich Paweł Grabowski. Małżeństwo Ludwiki z Grabowskim było bezpotomne. Ludwika z Tyzenhauzów Pacowa Grabowska zmarła w 1791.